# لاگرلوف ۱۱۰۶۱
سیارک ۱۱۰۶۱ (به انگلیسی: 11061 Lagerlof، نامگذاری:1991RS40) یازده هزار و شصت و یکمین سیارک کشف شده‌است که در ۱۰ سپتامبر ۱۹۹۱ کشف شد.
قدر مطلق سیارک برابر ۱۳٫۹۰ است.